# Фабрики Перше Мая
Фа́брики Пе́рше Ма́я (рос. Фабрики Первое Мая) — селище у складі Дмитровського міського округу Московської області, Росія.

## Населення
Населення — 23 особи (2010; 3 у 2002).
Національний склад (станом на 2002 рік):
- росіяни — 100 %